# Plaza Colón (Antofagasta)
La plaza Colón corresponde a la plaza principal de la ciudad de Antofagasta. Es un parque urbano con forma de manzana ubicado en el sector centro de la ciudad, a escasas cuadras de la costa al océano Pacífico.

## Historia

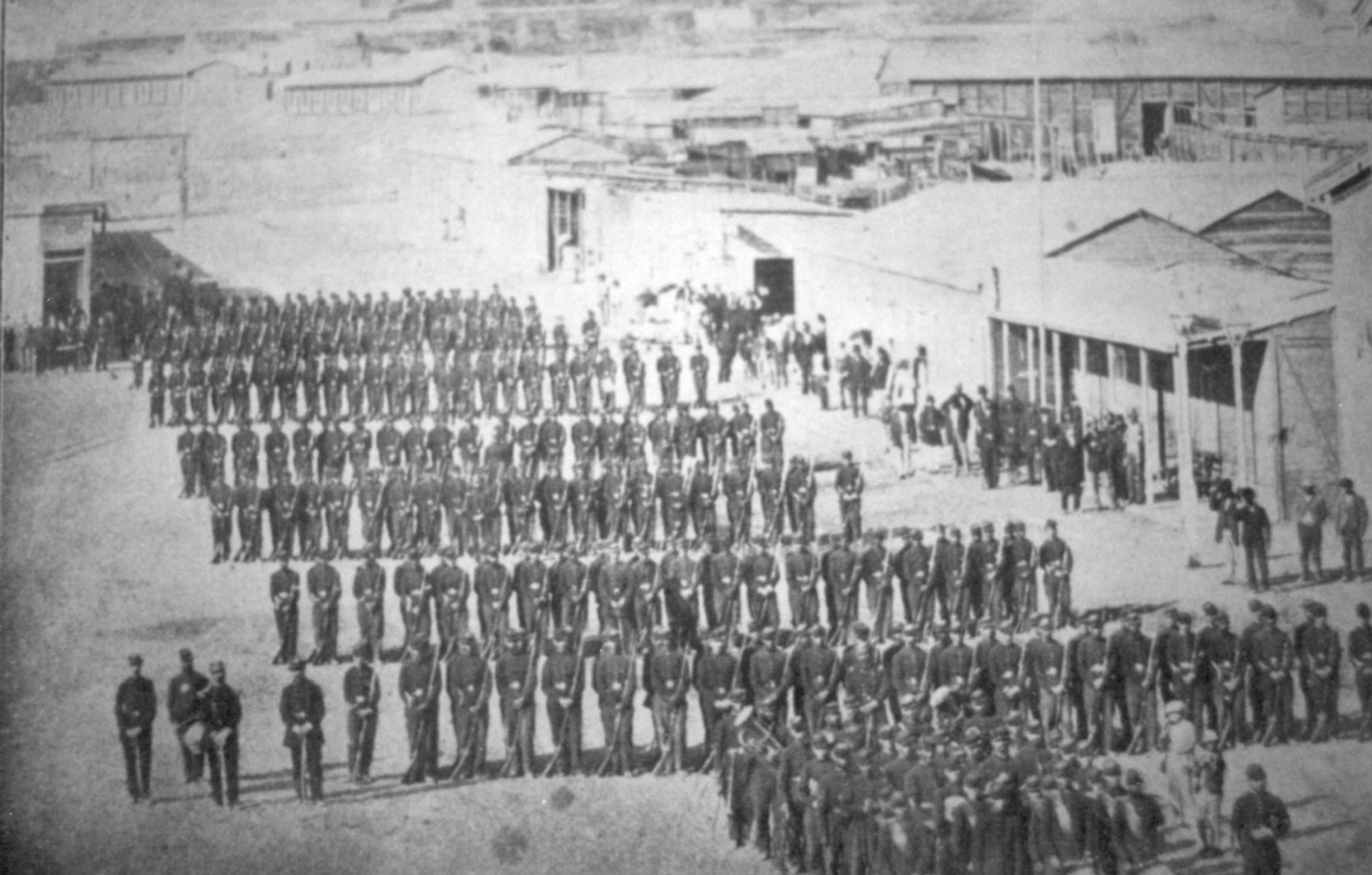
Tropas del ejército chileno, formadas en columnas en la Plaza Colón en febrero de 1879.

La plaza fue escenario del desembarco chileno en Antofagasta, el 14 de febrero de 1879. En esa época, el sitio solamente era un sitio eriazo sobre el cual afloraban montículos rocosos. Este espacio ya había sido designado como plaza previamente, como se constata en el plano de la ciudad fechado en 1869. En esa época, la plaza se encontraba enmarcada por un templo parroquial, el cuartel de policía y su cárcel, y la escuela municipal.
Con la visita del prefecto de Cobija en 1873, la junta municipal encomendó a los presos la labor de eliminar las rocas de la superficie, para aplanar el irregular terreno de la plaza. Con aportes de los vecinos, se formó un jardín central, el cual era regado con una bomba, la cual fue instalada en 1874.
En 1875, la junta municipal recibió la donación de 35 árboles y una fuente por parte del intendente de Valparaíso, Francisco Echaurren. Además, durante los años 1870, se instaló una reja perimetral con cuatro crucetas giratorias, para evitar que los animales destruyeran el jardín central.
El 27 de agosto de 1880, el gobernador Luis García Reyes decretó cambiar el nombre a plaza Emilio Sotomayor. Esta denominación perduró hasta el 12 de octubre de 1892, cuando en el marco del cuarto centenario del descubrimiento de América, la plaza fue renombrada con su nombre original.

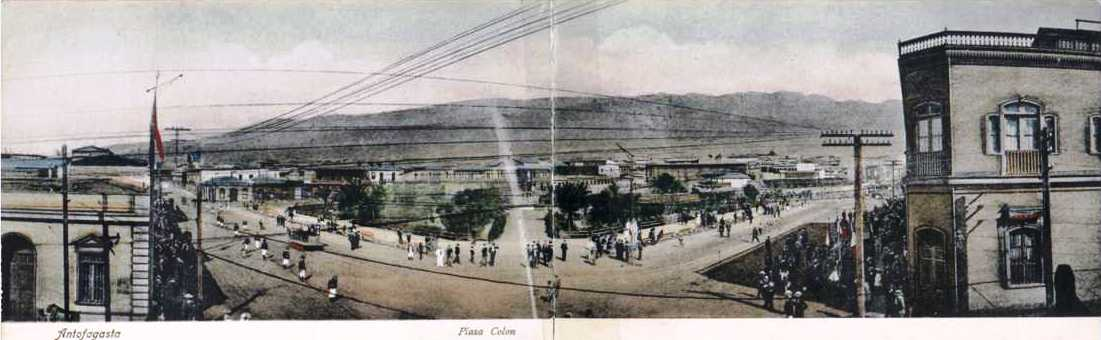
La plaza Colón a inicios del.

El 1 de febrero de 1906, el sindicato de trabajadores del Ferrocarril de Antofagasta a Bolivia exigió un reajuste de horario laboral, petición que fue rechazada. Por este motivo, el 6 de febrero entre más de 3.000 trabajadores se levantaron en huelga, marchando en protesta hasta la Plaza Colón. El Ejército abrió fuego contra los protestantes, matando a 58 personas. El hecho se conoce como la matanza de Plaza Colón.
El 14 de febrero de 1979, aproximadamente 45.000 personas se reunieron en un carnaval para la celebración del centenario del día de Antofagasta.
El 29 de abril de 1996 se entregó a la ciudadanía la más reciente remodelación de la Plaza Colón, cuyo costo fue cercano a los $ 400.000.000. El espacio público fue reinaugurado por el entonces Presidente Eduardo Frei Ruiz-Tagle.

## Monumentos
La Plaza Colón cuenta con una serie de monumentos, todos ellos regalos de las colonias extranjeras con motivo del centenario de la República de Chile:
- La Torre Reloj, donación de la colonia británica, se inauguró el 17 de septiembre de 1911 y fue declarada Monumento Histórico Nacional el 18 de abril de 1986. Las piezas del reloj fueron ensambladas por Raymundo Allende, un funcionario de la empresa del Ferrocarril de Antofagasta a Bolivia. Pese a que popularmente se le considera como una «réplica del Big Ben», este solo posee similitud en su sonido. A pesar de que originalmente llegó suficiente material para que su altura fuera muy superior a la existente, las leyes de la época prohibían que cualquier edificación superara a la catedral de la ciudad, por lo que sobró bastante material que fue utilizado en el edificio que hoy ocupa la Policía de Investigaciones de Chile en la calle Washington.

- El Kiosco de Retreta, donado por la colonia croata fue inaugurado el 26 de marzo de 1911 y declarado Monumento Histórico Nacional bajo el decreto supremo 0512 del 30 de agosto de 1995. En un costado del kiosco hay una placa en homenaje a José Papic, promotor del progreso de la ciudad.

- La Estatua a España y América, donada por la colonia española. Enrique Granada y Zacarías Gómez recibieron el encargo de la colonia de instalar un monumento como regalo a la ciudad, para cuya construcción eligieron al arquitecto Jaime Pedreny. El monumento rinde tributo a España y a América, representadas por dos figuras femeninas situadas en la parte superior del conjunto escultórico. Este se completa con un cóndor que sostiene un escudo de Chile y un león que sostiene un escudo de España.[2]

|                   |
| Kiosco de Retreta |

|             |
| Torre Reloj |

|                            |
| Estatua a España y América |

## Entorno
La plaza Colón se ubica entre el paseo peatonal Arturo Prat (al suroeste) y las calles General José de San Martín (al sureste), Antonio José de Sucre (al noreste) y George Washington (al noroeste).
En el paseo peatonal Arturo Prat se encuentra la Intendencia Regional de Antofagasta (inaugurada en 1963), en Antonio José de Sucre se ubica el teatro Municipal, en George Washington la biblioteca Regional y en General José de San Martín se encuentra la catedral de Antofagasta.
La Plaza fue cerrada en septiembre de 1994 para ser sometida a trabajos de refacción, siendo entregada a la comunidad el 29 de abril de 1996. El costo total superó los 400 millones de pesos.